# Nguetchewe
Nguetchewe (ou Ngachévé, Nguetchewe, Nguétchéoué, Ngacheve, Nguetcheoue, Ngéchéwé, Nguéchéwé, Nguechewe, Ngechewe) est une localité du Cameroun située dans le département du Mayo-Tsanaga et la Région de l'Extrême-Nord, dans les monts Mandara, à proximité de la frontière avec le Nigeria. Elle fait partie de la commune de Mozogo.

## Population
En 1966-1967, la localité comptait 1 680 habitants, principalement Mandara, Moundang, Mafa, Kanouri ou Mineo. Lors du recensement de 2005, 3 178 personnes y ont été dénombrées.

## Histoire
En 2011 le prêtre catholique Georges Vandenbeusch quitte la région parisienne pour devenir prêtre Fidei donum à Nguetchewe, où il est le curé de la paroisse. Le 13 novembre 2013 il est enlevé par des terroristes à Koza, puis libéré quelques semaines plus tard.
Nguetchewe a subi plusieurs incursions meurtrières de Boko Haram, notamment le 18 janvier 2016et le 10 février 2016.